# Stavemtunnel
Der Stavemtunnel ist ein Eisenbahntunnel im Verlauf der norwegischen Raumabane in der Kommune Rauma in Møre og Romsdal.
Der Tunnel befindet sich nördlich von Verma im Romsdal und ist ein Kehrtunnel. Die Strecke wurde in einer Schleife verlegt, um einen starken Höhenunterschied zu überwinden.
Der Stavemtunnel ist 1395 Meter lang, sein Radius beträgt 275 Meter. Die Arbeiten am Tunnel begannen 1916, der Durchbruch erfolgte am 28. Januar 1922. Die Raumabane zwischen Bjorli und Åndalsnes wurde am 30. November 1924 fertiggestellt.